# Zapora Longtan
Zapora Longtan – najwyższa na świecie zapora wodna wykonana z betonu wałowanego. Zapora ma 216,5 metra wysokości i 849,4 metra długości. Całkowita objętość betonowej zapory wynosi 6,6 miliona metrów sześciennych, z czego 69% to beton wałowany.
Budowa zapory rozpoczęła się 1 lipca 2001 roku. Spiętrzenie zbiornika o objętości 27270 milionów metrów sześciennych rozpoczęto w 2006 roku. 
Elektrownia o mocy 6426 MW generuje rocznie około 18,7 TWh prądu elektrycznego.